# 鈴木あつむ
鈴木 あつむ（すずき あつむ）は日本の漫画家。

## 作品（五十音順）
- おいらん姐さん - 漫画サンデー（実業之日本社）に連載。単行本はマンサンコミックより全5巻。
- ギンバエ - 漫画サンデー（実業之日本社）に連載。単行本はマンサンコミックより全2巻。
- 検察官キソガワ[1] - モーニング（講談社）に連載。単行本はモーニングKCより全5巻。
- 最期の食卓 - 漫画サンデー（実業之日本社）に連載。単行本はマンサンコミックより全1巻。
- ザッソウ 元植物学者・園田チカの捜査 - 週刊漫画TIMES（芳文社）に不定期連載。
- ドーラク弁護士[1] - ミスターマガジン（講談社）に連載。単行本はミスターマガジンKCより全12巻。
- プロフェッサー - 闘牌原作：ひいい、近代麻雀2005年2月15日号（竹書房）に掲載。